# Duquesne (cruzador de 1925)
O Duquesne foi o primeiro cruzador pesado operado pela Marinha Nacional Francesa e a primeira embarcação da Classe Duquesne, seguido pelo Tourville. Sua construção começou em outubro de 1924 no Arsenal de Brest e foi lançado ao mar em dezembro do ano seguinte, sendo comissionado na frota francesa em janeiro de 1929. Era armado com uma bateria principal composta por oito canhões de 203 milímetros montados em quatro torres de artilharia duplas, tinha um deslocamento carregado de mais de doze mil toneladas e alcançava uma velocidade máxima de 34 nós.
O Duquesne começou sua carreira servindo no Mar Mediterrâneo e realizou várias viagens diplomáticas para portos estrangeiros. A Segunda Guerra Mundial começou em 1939 e a embarcação operou no Oceano Atlântico em busca de navios corsários alemães até a derrota da França no ano seguinte. Ele foi desmilitarizado e deixado atracado em Alexandria até 1943, quando foi reativado e usado em patrulhas até o fim da guerra. Depois disso serviu na Indochina entre 1946 e 1947, sendo então tirado de serviço e mantido na reserva até ser desmontado em 1956.